# Сіндорське міське поселення
Сіндо́рське міське поселення (рос. Синдорское городское поселение) — муніципальне утворення у складі Княжпогостського району Республіки Комі, Росія. Адміністративний центр — селище міського типу Сіндор.

## Історія
11 березня 1955 року утворено Сіндорську сільську раду.
20 лютого 1975 року населений пункт Сіндор отримав статус селища міського типу, Сіндорська сільська рада перетворена у Сіндорську селищну раду. До її складу увійшли селища Заозерний, Іоссер та Сімва, присілок Сіндор, станційні селища Білки та Тайожний.
31 серпня 1976 року ліквідовано станційні селища Білки та Тайожний.
13 жовтня 1976 року селище Іоссер Сіндорської селищної ради перейменовано в селище Вісдін.
12 серпня 1977 року ліквідовано селище Заозерний Сіндорської селищної ради.
22 грудня 2000 року ліквідовано селище Вісдін Сіндорської селищної ради.

## Населення
Населення — 2161 особа (2017, 2489 у 2010, 3089 у 2002, 3716 у 1989).

## Склад
До складу поселення входять такі населені пункти:
| Населений пункт              | Населення, осіб (1989) | Населення, осіб (2002) | Населення, осіб (2010) |
| ---------------------------- | ---------------------- | ---------------------- | ---------------------- |
| Сімва, селище                | 980                    | 21                     | 10                     |
| Сіндор, селище міського типу | 2724                   | 3030                   | 2478                   |
| Сіндор, присілок             | 12                     | 38                     | 1                      |